# Midway, Kentucky
Midway är en ort i Woodford County i Kentucky. Vid 2020 års folkräkning hade Midway 1 718 invånare.